# 34e Pantserbrigade (Verenigd Koninkrijk)

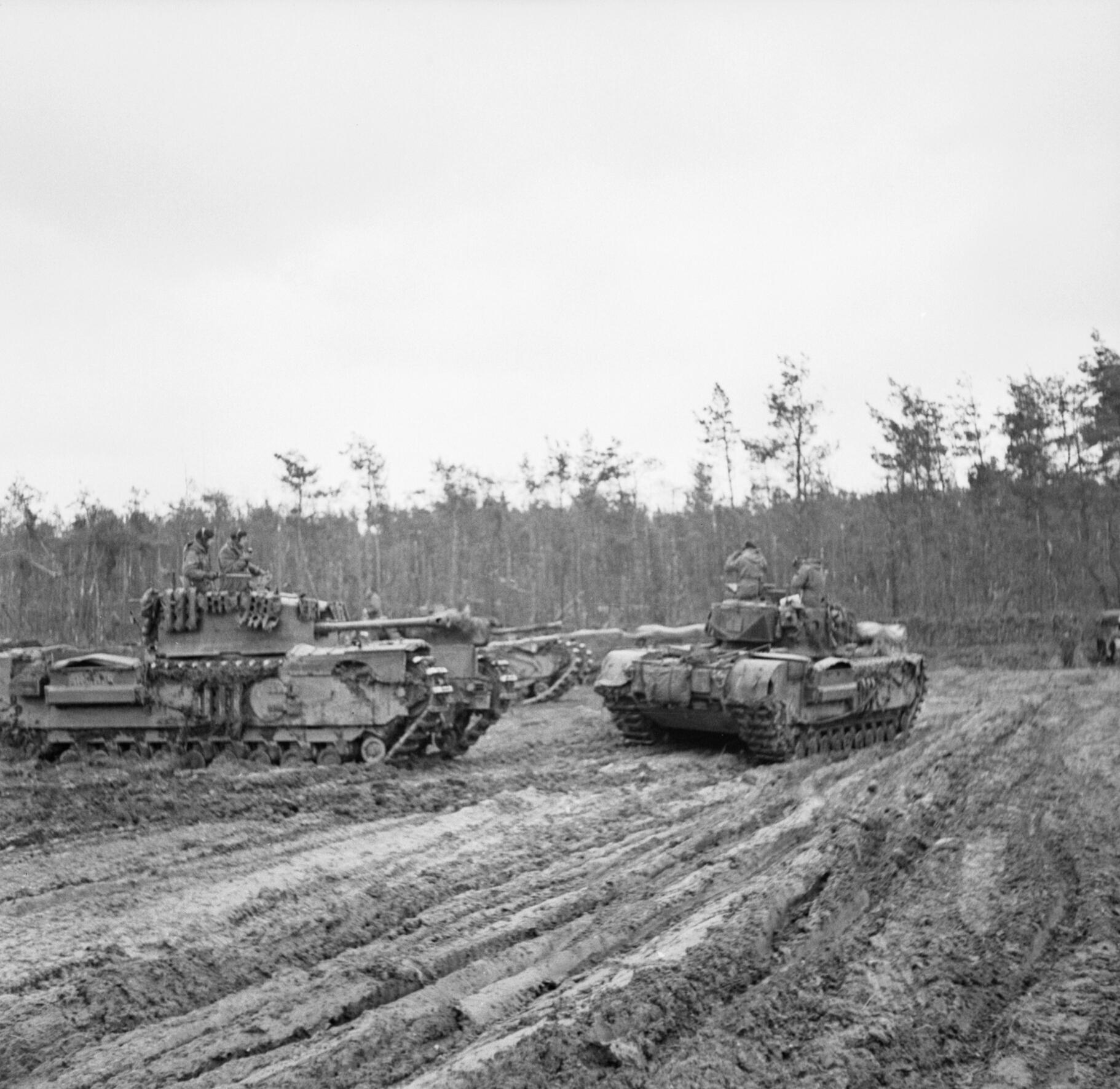
Churchill-tanks van de 34e Pantserbrigade tijdens Operatie Veritable, de slag om het Reichswald, 9 februari 1945

De 34e Pantserbrigade was een pantserbrigade van het Britse leger die tijdens de Tweede Wereldoorlog actief was. De brigade stond onder bevel van Brigadier W.S. Clarke en werd Clarkeforce genoemd. De eenheid maakte deel uit van de 79e Pantserdivisie onder leiding van Percy Hobart en was uitgerust met Churchill-tanks.
Tijdens de gevechten van juli 1944 tot mei 1945 diende de brigade onder het Eerste Canadese Leger en het Britse Tweede Leger bij operaties in België en Nederland. Na de bevrijding van West-Europa werd de brigade begin 1946 ontbonden.

## Normandië
De eenheid werd opgericht in 1941 en trainde aanvankelijk in het zuiden van Engeland. De brigade werd begin juli 1944 in Normandië ingezet en vocht daar ter ondersteuning van de 15e (Schotse) Infanteriedivisie. De brigade leed zware verliezen, maar bleef actief in Normandië tot eind augustus.
Na een korte periode van rust en reorganisatie nam de 34e Tankbrigade deel aan Operatie Astonia, de succesvolle aanval op Le Havre in september 1944. Ondanks de sterke Duitse verdediging waren de verliezen minimaal en werd de stad snel ingenomen.
De geallieerde aanvoerlijnen stonden onder grote druk door het gebrek aan bruikbare havens, wat de logistieke operatie aanzienlijk bemoeilijkte. Op 29 september verplaatsten 300 Churchill-tanks zich drie dagen lang richting Desvres, nabij Boulogne. Het 7e Royal Tank Regiment werd gedetacheerd om te helpen bij het beleg van Duinkerke. De 34e Tankbrigade werd ingezet om munitie naar de frontlinie in België te vervoeren. Op 6 oktober bereikte de brigade het gebied rond Eindhoven, waarna alle regimenten onmiddellijk naar de frontlinie werden gestuurd.

## Clarkeforce

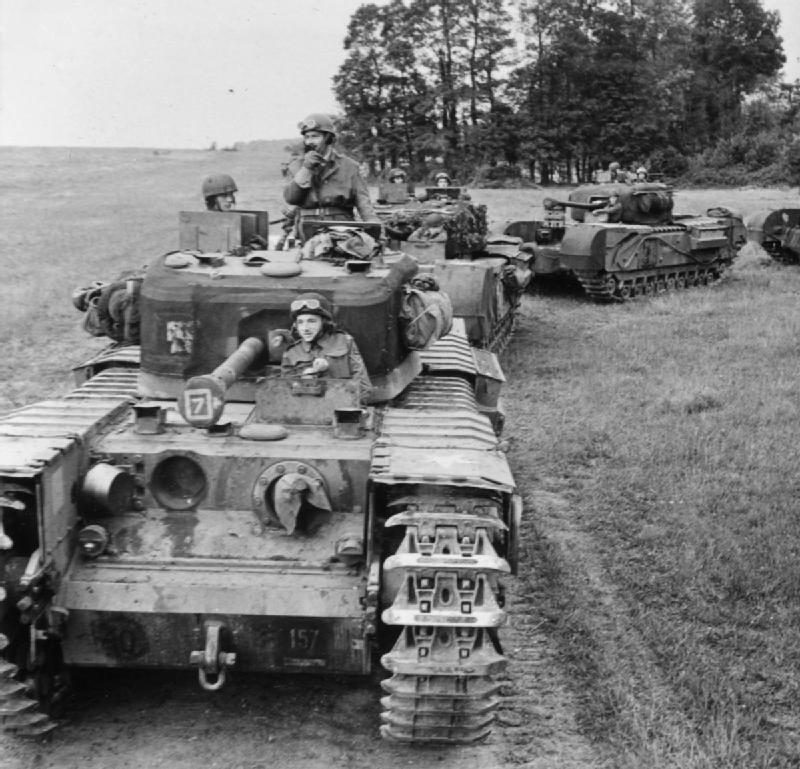
Churchill-tanks van 7 Troop, 'B' Squadron, 107e Regiment Royal Armoured Corps, 34e Tankbrigade, Normandië, 17 juli 1944

De strategische prioriteit was nu het vrijmaken van de Schelde en het ingebruiknemen van de haven van Antwerpen als geallieerde bevoorradingsbasis. De 49e (West Riding) Infanteriedivisie zou aanvallen in de richting van Loenhout, gevolgd door de inzet van een mobiele strijdmacht om de doorbraak te benutten en op te rukken naar Wuustwezel in het kader van Operatie Rebound. 
Clarkeforce bestond uit eenheden van het 107e Regiment Royal Armoured Corps, met Churchill-tanks van C Squadron, ondersteund door infanterie van D Company, 1e Bataljon, Leicestershire Regiment. Daarnaast beschikte Clarkeforce over Achilles-tankjagers uitgerust met 17-ponderkanonnen van het 248e Bataljon, 62e (6th London) Anti-Tank Regiment, Churchill Crocodile-vlammenwerpertanks, en ondersteuning van de Royal Engineers. De artillerieondersteuning werd geleverd door 25-ponder veldkanonnen.
Operatie Rebound, onderdeel van Operatie Pheasant (de bevrijding van Noord-Brabant), begon op 20 oktober met een artillerieaanval van de veldregimenten van de 49e (West Riding) Divisie, geholpen door twee middelzware regimenten. Daarna rukten de 56e Infanteriebrigade en het 9e Royal Tank Regiment op en namen om 16:00 uur Stapelheide in Brecht in, als startpunt voor Clarkeforce.
Clarkeforce omzeilde een paar Duitse verdedigingspunten, die later door andere troepen werden uitgeschakeld. Maar de opmars ging langzaam, omdat de weg erg smal was, net breed genoeg voor één tank. De lichte M3 Stuart-tanks (ook wel 'Honey' genoemd) van de verkenningseenheid van het 107e RAC hadden moeite met het ruige terrein.
Om 17:00 uur bereikte B Squadron van het 107e RAC een belangrijk kruispunt. De helft van het squadron bleef achter om de positie te beveiligen, terwijl de andere helft verder ging naar de strategisch belangrijke Stenen Brug.
De strijd om de Stenen Brug, met steun van artillerievuur van het 191e Veldregiment, duurde bijna de hele dag. Toch wisten de troepen de brug in te nemen voordat deze vernietigd kon worden. B Squadron stak de brug over, gevolgd door de verkenningseenheid, en ze vormden een verdedigingslijn in het noorden en noordwesten. A Squadron volgde daarna en voltooide de omsingeling in het zuiden en zuidwesten.
Toen het donker werd en het hard regende, gingen C Squadron en de infanterie verder naar Wuustwezel, waar ze enkele Duitse soldaten gevangennamen. Tegen 22:00 uur had de 147e Infanteriebrigade van de 49e Divisie Clarkeforce ontlast, en de tanks kregen het bevel om verder op te rukken. De verkenningseenheden liepen echter vertraging op door wegversperringen van omgevallen bomen, die door de Churchill-tanks werden opgeruimd.
Na een korte pauze vertrokken het 107e RAC en de compagnie van de Leicesters de volgende ochtend om 08:00 uur richting Nieuwmoer. De verkenningseenheid had geen brandstof meer, dus nam A Squadron van het 49th Reconnaissance Regiment de leiding over. Onderweg kwamen ze een opgeblazen brug tegen, waardoor de tanks en verkenningseenheden zich moesten verspreiden en naar andere manieren zochten om over te steken. Zonder dekking werden ze aangevallen door Duitse kanonnen die verstopt waren in Nieuwmoer. De opmars moest beschermd worden door rook.
Toen de geallieerden begonnen met het innemen van het dorp, reed de verkenningseenheid per ongeluk een bos in dat bezet bleek te zijn door Duitse troepen met mitrailleurs op voertuigen. Vier Honey-tanks werden vernietigd, wat het aantal verloren tanks van het 107e RAC op acht bracht. Ondertussen moesten de troepen bij de Stenen Brug, waaronder het 1e Leicesters Regiment en het 191e Veldregiment, Duitse tegenaanvallen met tanks afslaan.
Op 22 oktober ging de opmars naar Essen verder. Het 107e RAC viel Duitse infanterie en zelfrijdende kanonnen aan en stak een kanaal over met behulp van een brugtank van de 34e Tankbrigade. Ondanks verzet langs de weg, rukte het 191e Veldregiment op naar Nieuwmoer, waar enkele voertuigen van het 107e Regiment RAC en een verkenningseenheid van de artillerie in een hinderlaag liepen.
Nog voordat het donker werd, begon het 49e Verkenningsregiment met het opruimen van vijandelijke posities. De volgende dag, terwijl de opmars verderging, werden de Leicesters afgelost door twee compagnieën van het 7e Bataljon van het Duke of Wellington Regiment. Op de ochtend van 24 oktober namen de infanterie-eenheden met antitankwapens de verdediging van het gebied over.
Clarkeforce nam op 25 oktober een rustdag om de volgende fase van de opmars naar Roosendaal te plannen. Ondertussen rukte de 56e Infanteriebrigade in de nacht van 25 op 26 oktober op van Essen naar Nispen, waarbij ze de opmars van Clarkeforce ondersteunde. 
De volgende dag hielp het 107e RAC de Leicesters bij een aanval langs de weg van Brembosch naar Wouw en bereikte tegen de avond Oostlaar. Bij zonsopgang op 28 oktober, terwijl de tanks werden bijgetankt, kwam C Squadron onder vijandelijk vuur te liggen. Ze verloren een paar voertuigen en moesten zich terugtrekken onder dekking van rook en vuur. Ondanks deze tegenslag was het regiment om 08:15 uur klaar om het 11e Bataljon van de Royal Scots Fusiliers te ondersteunen bij een aanval om de weg van Wouw naar Bergen-op-Zoom af te snijden, ondanks het verzet van Duitse kanonnen op voertuigen.
De opmars werd verborgen door rook en ondersteund door de overgebleven Achilles-tankjagers. Na deze succesvolle operatie overnachtte Clarkeforce in Wouw.
De 49e (West Riding) Divisie ontdekte dat de toegangswegen naar Roosendaal zwaar verdedigd werden door de Duitsers. Een patrouille wist onder dekking van de mist de stad binnen te sluipen en ontdekte dat de Duitse troepen zich hadden teruggetrokken.
Het uiteindelijke doel van de 49e (West Riding) Divisie was Willemstad aan het Hollands Diep, ongeveer 16 kilometer verderop, door moeilijk terrein voor tanks. Daarom werd Clarkeforce ontbonden en voerde de divisie een gewone infanterie-opmars uit, genaamd Operatie Humid, met steun van de 34e Tankbrigade, die terugging naar haar normale rol als infanterie-ondersteuning.
Willemstad werd op 6 november bevrijd nadat de Duitse troepen zich over de Maas hadden teruggetrokken.

## Operatie Veritable

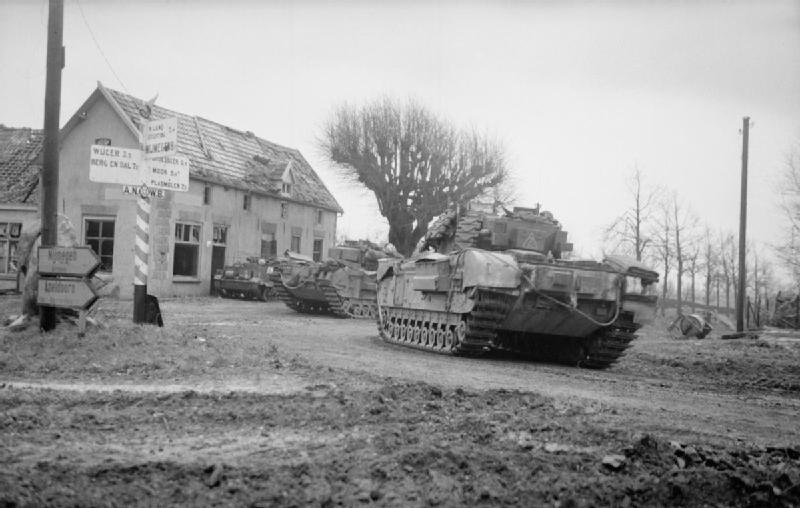
Churchill-tanks van de 34e Tankbrigade in het Reichswald tijdens Operatie Veritable, 8 februari 1945

In februari 1945 bood de 34e Pantserbrigade ondersteuning aan infanterie-eenheden, voornamelijk aan de 53e (Welshe) Infanteriedivisie, tijdens Operatie Veritable, de slag om het Reichswald. De zware omstandigheden, zoals modder en overstroomde gebieden, zorgden ervoor dat de tanks van de brigade meer schade opliepen door het moeilijke terrein dan door vijandelijk vuur.
Na de oversteek van de Rijn werd de 34e Pantserbrigade niet meer actief ingezet in Europa. De brigade begon zich voor te bereiden op een mogelijke overplaatsing naar Zuidoost-Azië, maar de oorlog eindigde voordat ze daar ingezet konden worden.

## Commandanten
Brigadegeneraal James Tetley was de eerste bevelhebber van de 34e Pantserbrigade. Hij diende in deze rol tot juni 1943, waarna hij het bevel overnam van de 25e Tankbrigade. Tetley had een lange militaire carrière binnen het Britse leger, en hoewel er niet veel gedetailleerde informatie over hem beschikbaar is, is bekend dat hij een ervaren commandant was in pantsertroepen.
Brigadegeneraal W.S. Clarke volgde Tetley op als commandant van de 34e Pantserbrigade. Hij leidde de brigade tijdens enkele van de belangrijkste gevechten in Noordwest-Europa, waaronder de bevrijding van België en Nederland in 1944-1945. Clarke was verantwoordelijk voor de oprichting en het bevel van Clarkeforce, de mobiele eenheid die een belangrijke rol speelde in Operatie Pheasant en de bevrijding van steden als Wuustwezel en Roosendaal. Hij bleef commandant van de brigade tot deze in 1946 werd ontbonden.